# Радон (Орн)
Радо́н (фр. Radon) — колишній муніципалітет у Франції, у регіоні Нормандія, департамент Орн. Населення — 1066 осіб (2011).
Муніципалітет був розташований на відстані близько 170 км на захід від Парижа, 85 км на південний схід від Кана, 9 км на північ від Алансона.

## Історія
До 2015 року муніципалітет перебував у складі регіону Нижня Нормандія. Від 1 січня 2016 року належав до нового об'єднаного регіону Нормандія.
1 січня 2016 року Радон, Форж i Вент-Ана було об'єднано в новий муніципалітет Екув.

## Демографія
Динаміка населення (EHESS і Insee ):
Розподіл населення за віком та статтю (2006):
| Стать | Всього | До 15 років | 15-24 | 25-44 | 45-64 | 65-85 | Понад 85 |
| --- | ------ | ----------- | ----- | ----- | ----- | ----- | -------- |
| Чоловіки | 460    | 112         | 36    | 116   | 152   | 40    | 4        |
| Жінки | 568    | 140         | 44    | 172   | 132   | 72    | 8        |
| \| Статево-вікова піраміда \| Статево-вікова піраміда \| Статево-вікова піраміда \| \| ----------------------- \| ----------------------- \| ----------------------- \| \| Чоловіки \| Вік \| Жінки \| \| 4 \| 85 + \| 8 \| \| 4 \| 80-84 \| 16 \| \| 20 \| 75-79 \| 12 \| \| 8 \| 70-74 \| 24 \| \| 8 \| 65-69 \| 20 \| \| 28 \| 60-64 \| 8 \| \| 56 \| 55-59 \| 76 \| \| 36 \| 50-54 \| 32 \| \| 32 \| 45-49 \| 16 \| \| 24 \| 40-44 \| 36 \| \| 36 \| 35-39 \| 56 \| \| 28 \| 30-34 \| 44 \| \| 28 \| 25-29 \| 36 \| \| 20 \| 20-24 \| 16 \| \| 16 \| 15-20 \| 28 \| \| 28 \| 10-14 \| 32 \| \| 36 \| 5-9 \| 64 \| \| 48 \| 0-4 \| 44 \| |        |             |       |       |       |       |          |
| Статево-вікова піраміда |        |             |       |       |       |       |          |
| Чоловіки | Вік    | Жінки       |       |       |       |       |          |
| 4 | 85 +   | 8           |       |       |       |       |          |
| 4 | 80-84  | 16          |       |       |       |       |          |
| 20 | 75-79  | 12          |       |       |       |       |          |
| 8 | 70-74  | 24          |       |       |       |       |          |
| 8 | 65-69  | 20          |       |       |       |       |          |
| 28 | 60-64  | 8           |       |       |       |       |          |
| 56 | 55-59  | 76          |       |       |       |       |          |
| 36 | 50-54  | 32          |       |       |       |       |          |
| 32 | 45-49  | 16          |       |       |       |       |          |
| 24 | 40-44  | 36          |       |       |       |       |          |
| 36 | 35-39  | 56          |       |       |       |       |          |
| 28 | 30-34  | 44          |       |       |       |       |          |
| 28 | 25-29  | 36          |       |       |       |       |          |
| 20 | 20-24  | 16          |       |       |       |       |          |
| 16 | 15-20  | 28          |       |       |       |       |          |
| 28 | 10-14  | 32          |       |       |       |       |          |
| 36 | 5-9    | 64          |       |       |       |       |          |
| 48 | 0-4    | 44          |       |       |       |       |          |

## Економіка
2010 року серед 687 осіб працездатного віку (15—64 років) 491 була активною, 196 — неактивними (показник активності 71,5%, у 1999 році було 75,3%). З 491 активної мешканців працювало 457 осіб (228 чоловіків та 229 жінок), безробітними було 34 (14 чоловіків та 20 жінок). Серед 196 неактивних 51 особа була учнем чи студентом, 115 — пенсіонерами, 30 були неактивними з інших причин.

У 2010 році в муніципалітеті числилось 438 оподаткованих домогосподарств, у яких проживали 1114,5 особи, медіана доходів виносила 21 169 євро на одного особоспоживача